# 下库洛伊农村居民点
下库洛伊农村居民点（俄语：Сельское поселение Нижнекулойское）是俄罗斯联邦沃洛格达州韦尔霍瓦日耶区所属的一个农村居民点。其下辖有16个居民点，行政中心为乌鲁索夫斯卡亚。据2015年统计，该农村居民点的人口为686人。